# RIM-50 Typhon LR

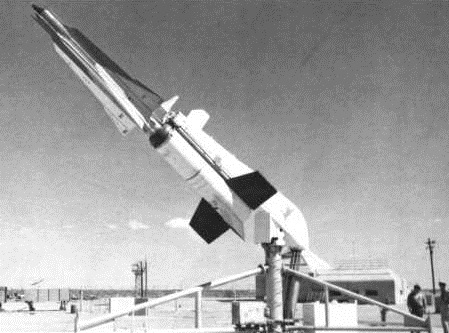
SAM-N-8 Typhon LR während der Testphase

Die RIM-50 Typhon LR war eine Flugabwehrrakete der US Navy, die nie über den Prototypstatus hinauskam. Sie wurde zunächst unter der Bezeichnung SAM-N-8 entwickelt und sollte die RIM-8 Talos ersetzen (weshalb die RIM-50 auch teilweise als „Super Talos“ bezeichnet wurde).
Ende der 1950er-Jahre war man sich bei der US Navy bewusst, dass die vorhandenen Luftabwehrraketen nicht ausreichen würden, um die immer größer werdende Anzahl an sowjetischen Kampfflugzeugen zu bekämpfen, welche auch zunehmend über bessere Flugleistungen verfügten. Da für kurze, mittlere und hohe Reichweiten jeweils ein eigener Flugkörper in Betrieb war (T3-Serie), befürchtete man, dass bei großen Luftangriffen die unterschiedlichen Systeme sich nicht koordinieren lassen würden. Erste Überlegungen, einen einheitlichen Flugkörper für alle Reichweiten zu entwickeln, wurden schnell wieder verworfen, da der Einsatz einer Langstreckenrakete auf kurze Distanzen nicht finanzierbar war (und auch technisch schwierig umzusetzen gewesen wäre). Letztendlich kam man zu dem Entschluss, dass man zwar weiterhin unterschiedliche Flugkörper zur Abdeckung des gesamten Einsatzspektrums benötigte, die aber über ein einheitliches Feuerleitradar an Bord der Schiffe gesteuert werden sollten. Dafür wurde das AN/SPG-59-System ausgewählt.
Der Hersteller Bendix Corporation erhielt den Auftrag, die neuen Mittel- (RIM-55/SAM-N-9) und Langstrecken-Raketen (RIM-50/SAM-N-8) zu entwickeln. Der erste Prototyp der RIM-50 wurde im März 1961 abgefeuert. Um die hohe Einsatzreichweite zu erreichen, verfügte die RIM-50 über ein Feststoffraketentriebwerk und einen Ramjetantrieb. Der Raketenmotor beschleunigte den Flugkörper nach dem Start und brachte ihn auf Einsatzhöhe. Danach wurde dieser abgeworfen und der Ramjetantrieb legte den größten Teil der Distanz bis zum Ziel zurück. Dieser Doppelantrieb erbrachte zwar hohe Flugleistungen, die die Bekämpfung von Mach-3-Flugzeugen in großen Höhen ermöglichten, allerdings stiegen die Kosten dadurch auch massiv an. Da obendrein die Trefferwahrscheinlichkeit bei hohen Reichweiten zu gering war, bedingt durch die Zielführung des AN/SPG-59-Radars, wurde das gesamte Programm im Dezember 1963 abgebrochen.

## Technische Daten
| Kenngröße          | Daten                                                     |
| ------------------ | --------------------------------------------------------- |
| Länge:             | 4,70 m (Booster: 3,70 m)                                  |
| Spannweite:        | 1,02 m (Booster: 1,57 m)                                  |
| Durchmesser:       | 41 cm (Booster: 47 cm)                                    |
| Gewicht:           | 77 kg (Booster: 870 kg)                                   |
| Geschwindigkeit:   | Mach 4                                                    |
| Maximale Flughöhe: | 29.000 m                                                  |
| Reichweite:        | 370 km                                                    |
| Gefechtskopf:      | 68-kg-Splittersprengkopf oder nuklearer W-60-Gefechtskopf |